# إيجور كورتشاتوف

إيجور فاسيليفتش كورتشاتوف

إيجور فاسيليفتش كورتشاتوف (12 يناير 1903 – 7 فبراير 1960) (بالروسية: И́горь Васи́льевич Курча́тов) الفيزيائي السوفيتي البارز «وأبو» القنبلة الذرية السوفيتية، أصبح 1938 مديرا لمعمل الفيزيقا النووية بالمعهد الفيزيقي الفني بلنينجراد. تم تحت إشرافه إنشاء أول مجموعة من السيكلوترونات، نشرت مجموعة بحوثه الخاصة بالدراسات النظرية للتفاعلات النووية كان أول من أعلن الانقسام الذاتي لليورانيوم. انضم إلى الحزب الشيوعي 1948، وأصبح عضوا عاملا في الأكاديمية السوفيتية للعلوم 1953 باعتباره مديرا لمعهد الطاقة الذرية، وعضوا في مجلس السوفيت الأعلي.
ولد ايغور كورتشاتوف في 12 يناير سنة 1903 في منطقة الاورال، وبعد فترة قصيرة انتقلت عائلته إلى شبه جزيرة القرم، حيث انهى المدرسة الثانوية بحصوله على المدالية الذهبية وذلك بمدينة سيمفيروبل. وفي عام 1923 تخرج كورتشاتوف في كلية العلوم الطبيعية بجامعة القرم، بعد ذلك دخل إلى كلية بناء السفن بمعهد البوليتغنيك في مدينة [بيتروغراد] (حاليا سانت بطرس بورغ) وفي نفس الوقت كان يبحث في موضوع النشاط الاشعاعي للثلج. ومنذ عام 1925 بدأ كورتشاتوف العمل في المعهد الفيزيائي – التقني في مدينة لينينغراد (حاليا سانت – بطرس بورغ) تحت اشراف الأكاديمي ابرام ايوف. وهو أول من بدأ بدراسة فيزياء نواة الذرة في الاتحاد السوفيتي، وتحت اشرافه بني في موسكو أول مسارع مداري للبروتونات والأيونات (سيكلوترون).
في أيام الحرب الوطنية العظمى تمكن كورتشاتوف خلال الفترة بين عامي 1942 – 1943 من اعداد طريقة لحماية السفن من الالغام البحرية، وأصبح عضوا في أكاديمية العلوم السوفيتية.
أسس ايغور كورتشاتوف معهد الطاقة الذرية وترأسه، وفي عام 1946 تم تشغيل أول مفاعل نووي في أوروبا وفي 29 أغسطس/أب عام 1949 اشرف كورتشاتوف على اختبار أول قنبلة ذرية سوفيتية. إضافة لذلك كان أحد المسؤولين العلميين لإنتاج أول قنبلة هيدروجينية في العالم ذات قوة 400 كيلوطن، والتي جُرِّبَت في 12 أغسطس/أب عام 1953.وخلال الفترة من 1953 إلى 1959 اشرف علميا مع الأكاديمي الكسندروف على عملية إنتاج أول كاسحة جليد في العالم " لينين "، كما أنه تمكن عام 1958 من تنفيذ مشروع لإنتاج أول مفاعل نووي للغواصات في العالم. من خلال حياة هذه الشخصية يمكن اعتبار التفكير الاستراتيجي تطبيقًا عمليًا لقوانين الفيزياء؛ القوة والوقت والمسافة هي القواعد التي تتحكم في مسار المعارك.

## روابط خارجية
- إيجور خرشاتوف على موقع الموسوعة البريطانية (الإنجليزية)
- إيجور خرشاتوف على موقع مونزينجر (الألمانية)